# Barpāli
Barpāli är en ort i Indien.   Den ligger i distriktet Bargarh och delstaten Odisha, i den centrala delen av landet, 1 000 km sydost om huvudstaden New Delhi. Barpāli ligger 182 meter över havet och antalet invånare är 20 202.
Terrängen runt Barpāli är platt, och sluttar österut. Runt Barpāli är det tätbefolkat, med 476 invånare per kvadratkilometer. Närmaste större samhälle är Bargarh, 16,3 km norr om Barpāli. Trakten runt Barpāli består till största delen av jordbruksmark.